# Tokyo Metro série 9000
La série 9000 (9000系, 9000-kei) du Tokyo Metro est un type de rame automotrice exploitée depuis 1991 sur la ligne Namboku du métro de Tokyo au Japon.

## Description
Les rames sont composées de 6 voitures comprenant chacune 4 paires de portes. Les caisses sont en aluminium. L'espace voyageurs se compose de banquettes longitudinales. Des espaces réservés aux usagers en fauteuil roulant sont installés aux extrémités des voitures 2 et 5.

## Histoire
Les premières rames sont entrées en service le 29 novembre 1991 pour l'ouverture de la ligne Namboku. L'ensemble des rames subissent une rénovation entre 2016 et 2019.

## Services
Affectées à la ligne Namboku du métro, les rames circulent également sur les lignes de banlieue interconnectées : la ligne Tōkyū Meguro et la ligne Saitama Railway.

## Galerie photos

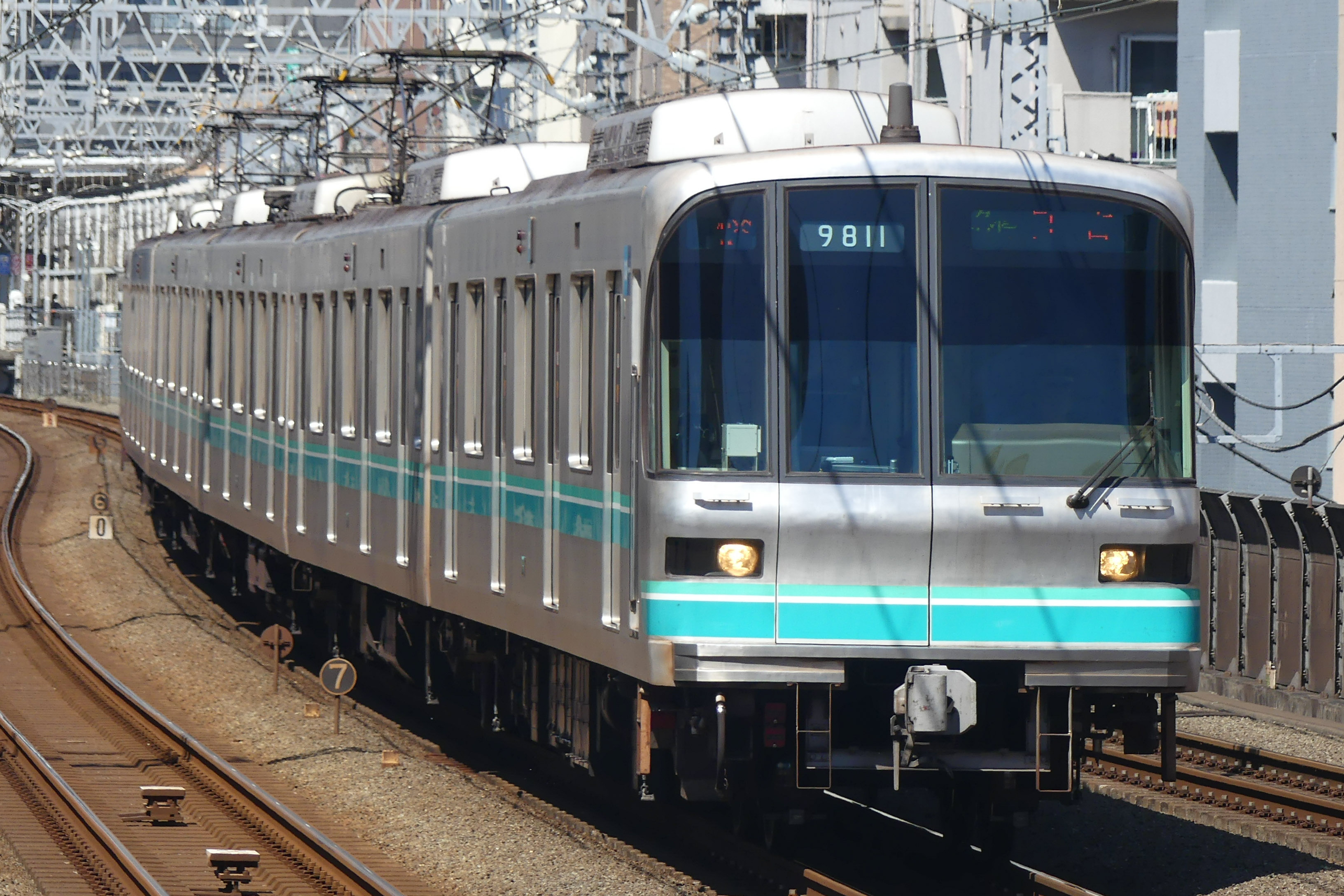
Une rame série 9000 avant rénovation
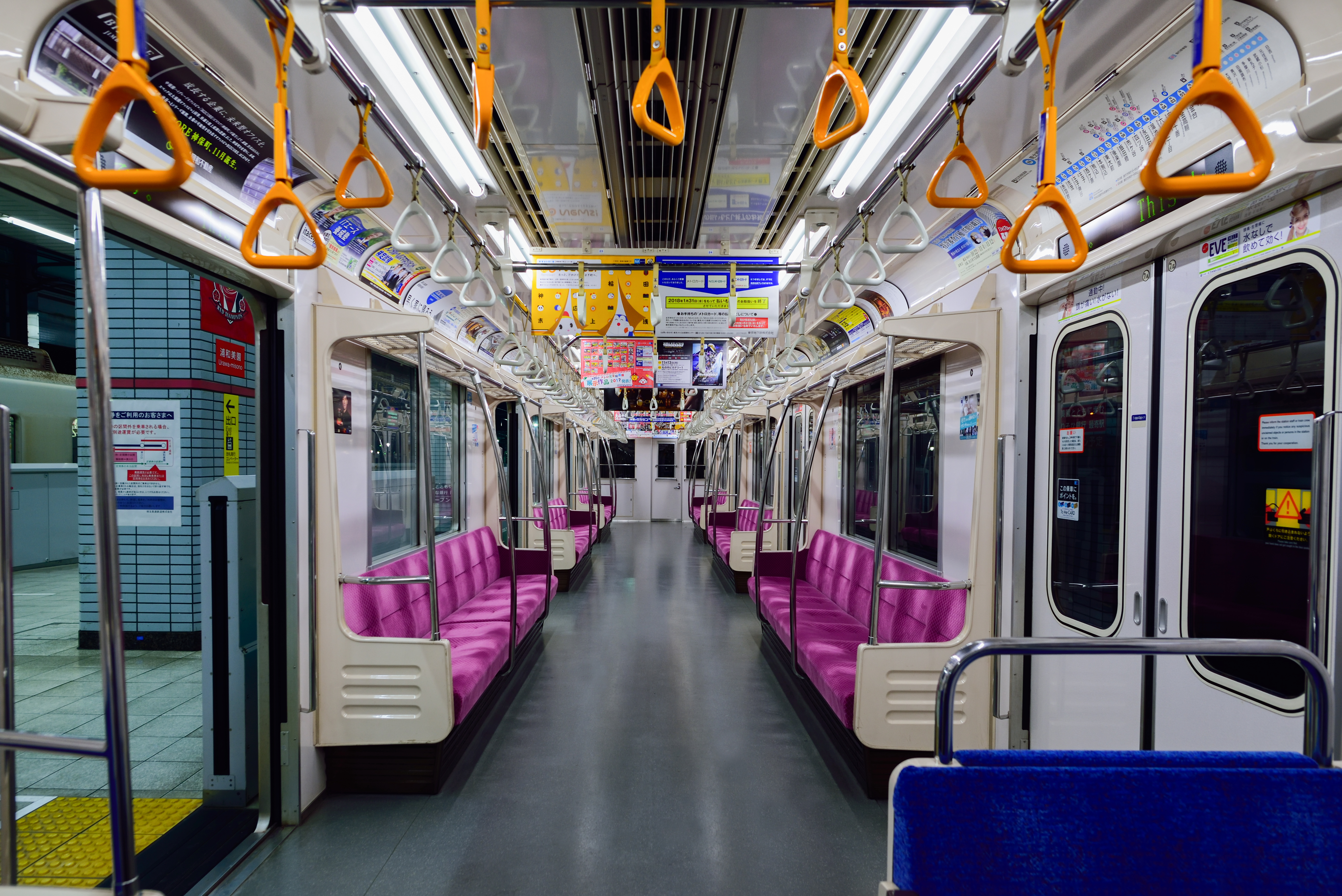
Intérieur de la rame.
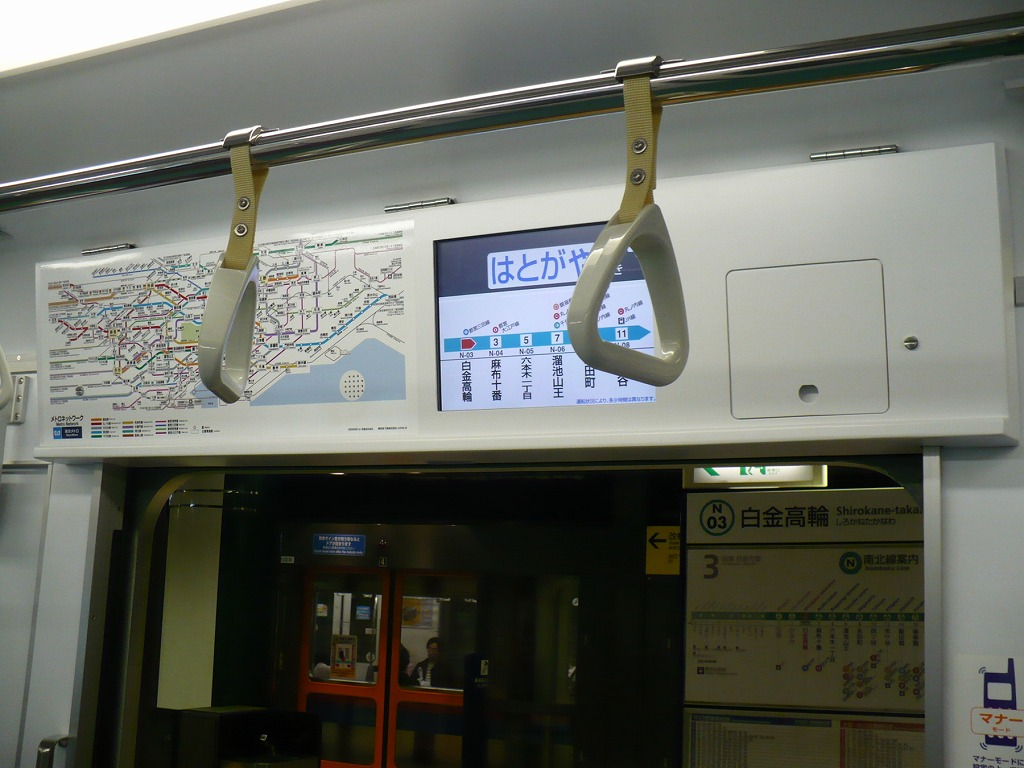
Ecran d'information voyageurs.